# 武田時宗
武田 時宗（たけだ ときむね、1916年 - 1993年12月2日）は、日本の柔術家、大東流合気武道宗家。北海道出身。

## 来歴
時宗は武田惣角（たけだそうかく）の三男で、父に柔術を学ぶ。太平洋戦争従軍、北海道警察官に勤務後、山田水産に勤務。網走市に大東館開設。
1987年（昭和62年）網走市文化賞受賞。1993年（平成5年）12月2日に没した。
2010年（平成22年）、『月刊秘伝』に「武田時宗遺稿集」が発表された。武田惣角一代記、惣角遺言、秘伝中伝、神通力法（真言密教・修験道）、合気の理論、実技鍛錬法などが初公開され、歴史的資料の価値が高い。この資料から、目の不自由な妹との兄妹愛、武田惣角に武芸十八般、御式内（柔術）を教えた同居人の藩士御供番佐藤金右衛門が明治戸籍（控）と一致した。武田惣角は福島の格闘事件後、怪我の後遺症に苦しむが、真言密教・修験道を修行して気合術の気合・合気、そろばん占い、医療技術、九字護身法、呪法の不動金縛り法、足止め術を教えられる近村の易者中川万之丞が判明した。時宗宗家は父が大東流創始者と知っていたが、父の名誉、伝書目録を与えた門人の立場を考慮して武田時宗ノート全文、実話雑誌の武田惣角武勇伝（竹下勇）を存命中に公開できなかったことになる。会津の子孫に「大東流は会津発祥である」と語った。
2017年、武田惣角は大東流合気柔術の創始者として高く評価され、故郷会津坂下町郷土学習副読本の人物紹介は訂正された。